# Miss Picardie
 (octobre 2022).
Si vous disposez d'ouvrages ou d'articles de référence ou si vous connaissez des sites web de qualité traitant du thème abordé ici, merci de compléter l'article en donnant les références utiles à sa vérifiabilité et en les liant à la section « Notes et références ».
Miss Picardie est un concours de beauté annuel concernant les jeunes femmes de la région Picardie. Il est qualificatif pour l'élection de Miss France, retransmise en direct sur la chaîne TF1, en décembre, chaque année.
Quatre Miss Picardie ont déjà été couronnées Miss France :
- Lyne Lassalle, Miss France 1936 ;
- Sylviane Carpentier, Miss France 1953 ;
- Elodie Gossuin, Miss France 2001 et Miss Europe 2001 ;
- Rachel Legrain-Trapani, Miss France 2007.

## Élections locales qualificatives
Depuis 2010, le délégué régional Miss Picardie pour Miss France est Maxime Schneider. Il occupe également la fonction de délégué régional de Miss Champagne-Ardenne depuis 2023. Il est aussi président de l'amicale des délégués régionaux Miss France depuis 2020[réf. nécessaire].
- Miss Amiens pour Miss Somme ;
- Miss Somme ;
- Miss Oise ;
- Miss Aisne.

## Synthèse des résultats
Note : Toutes les données ne sont pas encore connues.
- Miss France : Lyne Lassalle (1935) ; Sylviane Carpentier (1952) ; Élodie Gossuin (2000) ; Rachel Legrain-Trapani (2006)
- 3e dauphine : Anastasia Winnebroot (2010)
- 4e dauphine : Véronique Babic (1982)
- 5e dauphine : Adeline Legris-Croisel (2014)
- 6e dauphine : Charlotte Desauty (2002)
- Top 12/Top 15 : Sophie Vanharen (1998) ; Emilie Mika (2012) ; Myrtille Cauchefer (2016) ; Morgane Fradon (2019) ; Bérénice Legendre (2022), Marina Przadka (2024)

## Les Miss
Note : Toutes les données ne sont pas encore connues.
| Année | Nom                             | Âge    | Taille | Résidence           | Classement local/régional                                                                                         | Classement à Miss France                                                            | Autres                                                                                        |
| ----- | ------------------------------- | ------ | ------ | ------------------- | --- | ----------------------------------------------------------------------------------- | --------------------------------------------------------------------------------------------- |
| 1927  | Madeleine Nogent                | 17 ans |        |                     | |                                                                                     |                                                                                               |
| 1930  | Marie-Thérèse Mercier           | 20 ans |        |                     | |                                                                                     |                                                                                               |
| 1931  | Julienne Rifflet                |        |        |                     | |                                                                                     |                                                                                               |
| 1932  | Denise Colombier                |        |        |                     | |                                                                                     |                                                                                               |
| 1933  | Jacqueline Brémont              | 18 ans |        |                     | |                                                                                     |                                                                                               |
| 1935  | Lyne Lassalle (1920-2002)       | 17 ans |        | Paris               | | Miss France 1936                                                                    |                                                                                               |
| 1952  | Sylviane Carpentier (1934-2017) | 18 ans |        | Ailly-sur-Somme     | | Miss France 1953                                                                    |                                                                                               |
|       |                                 |        |        |                     | |                                                                                     |                                                                                               |
| 1967  | Sylvie Gourdon                  |        |        |                     | |                                                                                     |                                                                                               |
| 1973  | Évelyne Pillon                  |        |        |                     | |                                                                                     | Participe sous le nom de Miss Oise                                                            |
| 1976  | Dominique Laurent               |        |        |                     | |                                                                                     |                                                                                               |
| 1977  | Marie-Hélène Cartry             |        |        |                     | |                                                                                     | Participe sous le nom Miss Picardie, prix de la robe du soir à l'élection de Miss France 1978 |
| 1977  | Catherine Lajeunesse            |        |        |                     | |                                                                                     | Participe sous le nom Miss Thiérache                                                          |
| 1978  | Marie-Laure Cartry              |        |        |                     | |                                                                                     |                                                                                               |
| 1982  | Véronique Babic                 |        |        |                     | | 4e dauphine de Miss France 2011                                                     |                                                                                               |
| 1985  | Sabine Schemith                 |        |        | Jussy               | |                                                                                     |                                                                                               |
| 1986  | Christine Prévot                |        |        |                     | |                                                                                     |                                                                                               |
| 1987  | Carole Niedzickowski            |        |        |                     | |                                                                                     |                                                                                               |
| 1988  | Karine Grandjean                |        |        |                     | |                                                                                     |                                                                                               |
| 1990  | Catherine Marcellin             |        |        |                     | |                                                                                     |                                                                                               |
| 1991  | Sophie Blondelle-Bourez         |        |        |                     | |                                                                                     |                                                                                               |
| 1993  | Marianne Boulanger              |        |        |                     | |                                                                                     |                                                                                               |
| 1994  | Hélène Bodart                   |        |        |                     | |                                                                                     |                                                                                               |
| 1995  | Virginie Beernaert              |        |        |                     | |                                                                                     |                                                                                               |
| 1996  | Magalie Lherminier              |        |        |                     | |                                                                                     |                                                                                               |
| 1997  | Belinda Hanart                  | 19 ans | 1,77 m | Pont-Sainte-Maxence | |                                                                                     |                                                                                               |
| 1998  | Sophie Vanharen                 | 23 ans | 1,73 m | Soissons            | | Figure parmi les 12 demi-finalistes à l'élection de Miss France 1999                |                                                                                               |
| 1999  | Shirley Dubreuil                | 18 ans | 1,75 m | Belleu              | |                                                                                     | Prix de l’élégance Léonard à l'élection de Miss France 2000                                   |
| 2000  | Élodie Gossuin                  | 20 ans | 1,80 m | Trosly-Breuil       | Reine du muguet 2000, Miss Oise 2000                                                                              | Miss France 2001                                                                    | Représentante de la France à Miss Univers 2001 où elle termine 9e et Miss Europe 2001         |
| 2001  | Christelle Lenoble              | 22 ans | 1,76 m | Vivaise             | Miss Pays du Chaunois 2001                                                                                        |                                                                                     |                                                                                               |
| 2002  | Charlotte Desauty               | 18 ans | 1,78 m | Vieux-Moulin        | Miss Oise 2002 | 6e dauphine de Miss France 2003                                                     |                                                                                               |
| 2003  | Natacha Dubœuf                  |        |        | Tergnier            | 1re dauphine de Miss Aisne 2003                                                                                   |                                                                                     |                                                                                               |
| 2004  | Aurore Carbonneau               | 21 ans | 1,74 m | Soissons            | Miss Aisne 2004                                                                                                   |                                                                                     |                                                                                               |
| 2005  | Sophie Blaisel                  | 20 ans | 1,80 m | Compiègne           | Miss Oise 2004 ; 2e dauphine de Miss Picardie 2004                                                                |                                                                                     |                                                                                               |
| 2006  | Rachel Legrain-Trapani          | 18 ans | 1,72 m | Saint-Quentin       | Miss Pays du Ribemontois 2006, Miss Aisne 2006                                                                    | Miss France 2007                                                                    | Représentante de la France à Miss Univers 2007 et Miss Monde 2007                             |
| 2007  | Julie Tristan                   | 22 ans | 1,76 m | Compiègne           | 2e dauphine de Miss Oise 2005, 1re dauphine de Miss Oise 2006, 2e dauphine de Miss Picardie 2006                  |                                                                                     |                                                                                               |
| 2008  | Katy Josse                      | 22 ans | 1,70 m | Saint-Quentin       | 1re dauphine de Miss Picardie 2007                                                                                |                                                                                     |                                                                                               |
| 2009  | Juliette Boubaaya               | 19 ans | 1,72 m | Amiens              | Miss Somme 2009                                                                                                   |                                                                                     | Prix du mannequin Les mariées d'Élodie à l'élection de Miss France 2010                       |
| 2010  | Anastasia Winnebroot            | 20 ans | 1,77 m | Compiègne           | Miss Haute-Normandie 2009, 1re dauphine de Miss Normandie 2009                                                    | 3e dauphine de Miss France 2011                                                     |                                                                                               |
| 2011  | Anaïs Merle                     | 20 ans | 1,74 m | Cires-lès-Mello     | 2e dauphine de Miss Picardie 2009, 2e dauphine de Miss Picardie 2010                                              |                                                                                     |                                                                                               |
| 2012  | Émilie Mika                     | 20 ans | 1,75 m | Abbeville           | 1re dauphine de Miss Somme 2011, Miss Somme 2012                                                                  | Figure parmi les 12 demi-finalistes à l'élection de Miss France 2013 et termine 10e | 2e ex æquo, avec Miss Bretagne, au test de culture générale à l'élection de Miss France 2013  |
| 2013  | Manon Beurey                    | 19 ans | 1,75 m | Argœuves            | Miss Somme 2013                                                                                                   |                                                                                     |                                                                                               |
| 2014  | Adeline Legris-Croisel          | 21 ans | 1,77 m | Amiens              | 2e dauphine de Miss Somme 2014                                                                                    | 5e dauphine de Miss France 2015                                                     | 2e au test de culture générale à l'élection de Miss France 2015                               |
| 2015  | Émilie Delaplace                | 19 ans | 1,73 m | Creil               | Miss Oise 2014 |                                                                                     |                                                                                               |
| 2016  | Myrtille Cauchefer              | 24 ans | 1,76 m | Albert              | Miss Somme 2016                                                                                                   | Figure parmi les 12 demi-finalistes à l'élection de Miss France 2017 et termine 8e  | Prix de la sympathie à l'élection de Miss France 2017                                         |
| 2017  | Paoulina Prylutska              | 19 ans | 1,70 m | Compiègne           | Miss Oise 2017 |                                                                                     | Prix de la photogénie à l'élection de Miss France 2018                                        |
| 2018  | Assia Kerim                     | 22 ans | 1,71 m | Amiens              | Miss Gauchy 2017, 1re dauphine Miss Aisne 2017, 2e dauphine Miss Picardie 2017, Miss Amiens 2018, Miss Somme 2018 |                                                                                     |                                                                                               |
| 2019  | Morgane Fradon                  | 20 ans | 1,75 m | Cires-lès-Mello     | Miss Thelloise 2018, Miss Oise 2019                                                                               | Figure parmi les 15 demi-finalistes à l'élection de Miss France 2020 et termine 9e  |                                                                                               |
| 2020  | Tara de Mets                    | 22 ans | 1,79 m | Clermont            | Miss Oise 2020 |                                                                                     | Prix des bonnes manières à Miss France 2021                                                   |
| 2021  | Hayate El Gharmaoui             | 21 ans | 1,72 m | Compiègne           | 3e dauphine Miss Oise 2021                                                                                        |                                                                                     | Prix de l'élégance à Miss France 2022                                                         |
| 2022  | Bérénice Legendre               | 26 ans | 1,71 m | Amiens              | 3e dauphine Miss Normandie 2020, 1re dauphine Miss Somme 2022                                                     | Figure parmi les 15 demi-finalistes à l'élection de Miss France 2023 et termine 9e  | Prix de la photogénie lors de l’élection de Miss France 2023                                  |
| 2023  | Charlotte Cresson               | 23 ans | 1,71 m | Nesle               | 4e dauphine Miss Somme 2022, 1re dauphine Miss Somme 2023                                                         |                                                                                     |                                                                                               |
| 2024  | Marina Przadka                  | 25 ans | 1,70 m | Villers-Saint-Paul  | Miss Oise 2024 | Figure parmi les 15 demi-finalistes à l'élection de Miss France 2025 et termine 8e  | Prix de la culture générale et du défilé à Miss France 2025                                   |

### Galerie

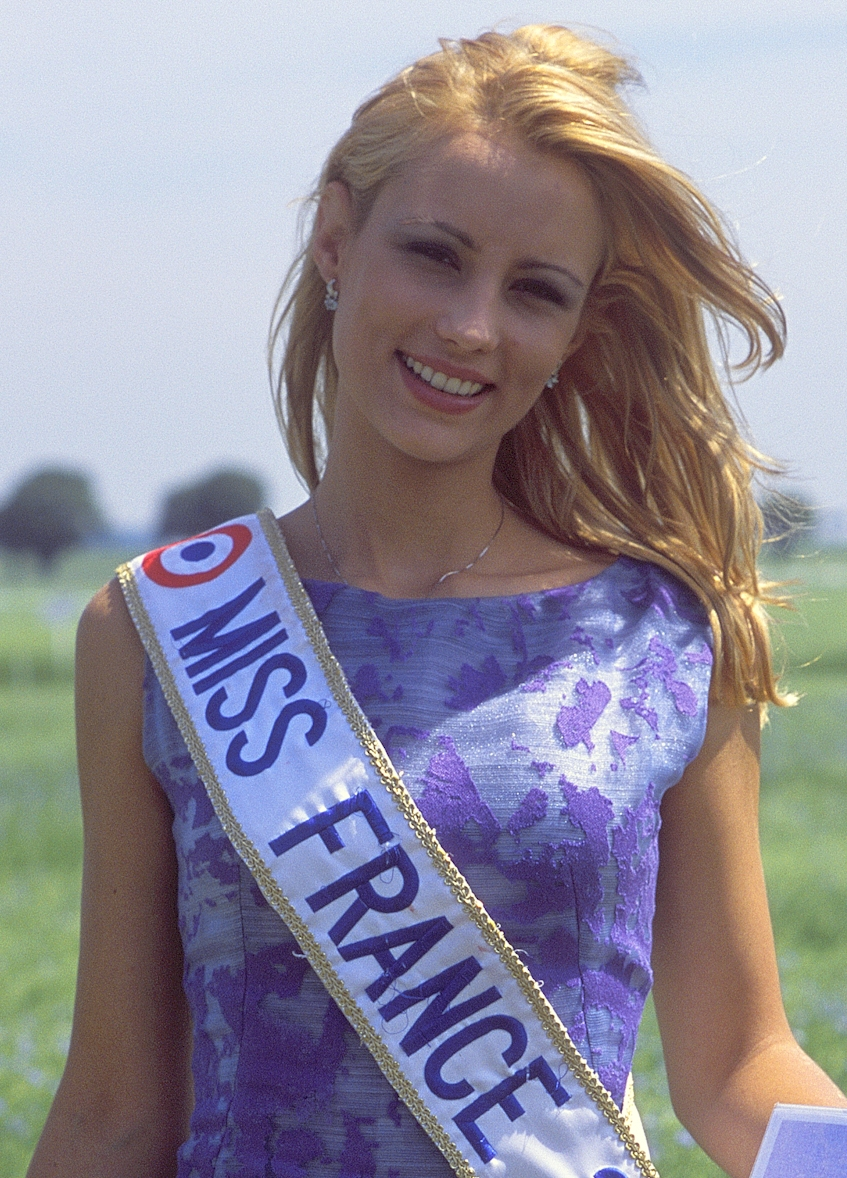
Élodie Gossuin, Miss Picardie 2000, Miss France 2001 et Miss Europe 2001.
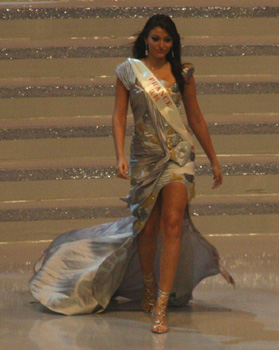
Rachel Legrain-Trapani, Miss Picardie 2006 et Miss France 2007.

## Palmarès par département depuis 2000
- Oise : 2000, 2001, 2002, 2005, 2007, 2010, 2011, 2015, 2017, 2019, 2020, 2021,2024 (13)
- Somme : 2009, 2012, 2013, 2014, 2016, 2018, 2022, 2023 (8)
- Aisne : 2003, 2004, 2006, 2008 (4)

## Palmarès à l’élection Miss France depuis 2000
- Miss France : 2001, 2007
- 1re dauphine :
- 2e dauphine :
- 3e dauphine : 2011
- 4e dauphine :
- 5e dauphine : 2015
- 6e dauphine : 2003
- Top 12 puis 15 : 2013, 2017, 2020, 2023, 2025
- Classement des régions pour les 10 dernières élections (Miss France 2015 à 2024) : 14e sur 30[Note 1].

## À retenir
- Meilleur classement de ces 10 dernières années : Myrtille Cauchefer et Marina Przadka, demi-finalistes (8e) de Miss France 2017 et Miss France 2025.
- Dernier classement réalisé : Marina Prazdka, demi-finaliste de Miss France 2025.
- Dernière Miss France : Rachel Legrain-Trapani élue Miss France 2007.